# Come eravamo
Come eravamo (The Way We Were) è un film del 1973 diretto da Sydney Pollack e interpretato da Barbra Streisand e Robert Redford.
Il film, che si può collocare nel genere delle storie d'amore ambientate su uno sfondo di grandi avvenimenti storici, come anche La mia Africa e Havana, firmati dalla stessa coppia attore-regista (Redford-Pollack), ottenne l'Oscar per la miglior colonna sonora e la miglior canzone (The Way We Were di Marvin Hamlisch), nonché la nomination alla Streisand come miglior attrice.

## Trama
Dalla seconda metà degli anni Trenta fino ai primi anni Sessanta, passando per la seconda guerra mondiale e il maccartismo, il film narra la tormentata storia d'amore tra Hubbell Gardiner, giovane e bellissimo esponente dell'alta borghesia bianca e protestante statunitense (WASP), e Katie Morosky, ragazza ebrea appartenente alla Lega della Gioventù Comunista; lui conservatore e disimpegnato, lei progressista e sempre "in prima linea". Hubbell è anche un cadetto della Marina che spera di diventare un apprezzato romanziere.
La trama è articolata sugli alti e bassi della relazione tra i due, ed ha come sfondo una serie di fatti storici fondamentali, per gli Stati Uniti d'America e per il mondo, nel XX secolo. Si lasceranno dopo la nascita del loro figlio, perdendosi di vista fino alla seconda metà degli anni Sessanta, quando Hubbell, per caso, assieme alla propria compagna, uscendo dall'Hotel Plaza di New York, vedrà Katie distribuire volantini contro l'intervento degli Stati Uniti nella corsa al riarmo atomico. Sarà un incontro fugace e imprevisto che toccherà l'animo di entrambi in maniera del tutto diversa: per Katie, coerente con sé stessa per tutta la vita, sarà la pacata consapevolezza di un rapporto profondo che poteva avere una fine diversa da quella che aveva avuto; per Hubbell, invece, tornato senza contraddizioni all'ambiente ricco e borghese delle sue origini, la struggente amarezza di aver perduto l'amore più grande della propria vita in cambio di una carriera per la quale, alla fine, aveva tradito anche sé stesso.

## Doppiaggio
Durante il discorso di Kate agli studenti contro l'intervento degli Stati Uniti nel conflitto mondiale, il doppiaggio italiano modificò la parola originale "Franco" in "Mussolini".

## Distribuzione
Al botteghino fu un grande successo e contribuì, unitamente a La stangata, sempre del 1973, all'affermazione definitiva di Robert Redford come divo del firmamento hollywoodiano.

## Riconoscimenti
- 1974 - Premio Oscar
  - Miglior colonna sonora originale drammatica a Marvin Hamlisch
  - Miglior canzone (The Way We Were) a Marvin Hamlisch, Marilyn Bergman e Alan Bergman
  - Nomination Miglior attrice protagonista a Barbra Streisand
  - Nomination Migliore fotografia a Harry Stradling Jr.
  - Nomination Migliore scenografia a Stephen B. Grimes e William Kiernan
  - Nomination Migliori costumi a Dorothy Jeakins e Moss Mabry
- 1974 - Golden Globe
  - Miglior canzone (The Way We Were) a Marvin Hamlisch, Marilyn Bergman e Alan Bergman
  - Nomination Miglior attrice in un film drammatico a Barbra Streisand
- 1975 - Premio BAFTA
  - Nomination Miglior attrice protagonista a Barbra Streisand
- 1974 - David di Donatello
  - Miglior attrice straniera a Barbra Streisand